# Ginástica na Universíada de Verão de 2003
A ginástica na Universíada de Verão de 2003 teve suas disputas realizadas na cidade de Daegu, na Coreia do Sul, contando com as provas masculinas e femininas da ginástica artística e da modalidade rítmica. 

## Eventos
| Ginástica artística - Individual geral masculino - Equipes masculino - Solo masculino - Barra fixa - Barras paralelas - Cavalo com alças - Argolas - Salto sobre a mesa masculino - Individual geral feminino - Equipes feminino - Trave - Solo feminino - Barras assimétricas - Salto sobre a mesa feminino | Ginástica rítmica - Individual geral - Equipes - Equipes - 5 fitas - Equipes - 2 bolas e 3 cordas - Bola - Arco - Maças - Fita |

## Medalhistas

### Ginástica artística
| Evento                       | Ouro                                           | Prata                                   | Bronze                                 |
| ---------------------------- | ---------------------------------------------- | --------------------------------------- | -------------------------------------- |
| Masculino                    |                                                |                                         |                                        |
| Equipes detalhes             | KOR                                            | UKR                                     | JPN                                    |
| Individual geral detalhes    | KOR Yang Tae-Young                             | KAZ Yernar Yerimbetov                   | JPN Yuki Yoshimura                     |
| Solo detalhes                | KOR Li Dezhi                                   | KAZ Stepan Gorbachev KOR Yang Tae-Young | nenhum                                 |
| Cavalo com alças detalhes    | BLR Alexei Ignatovich CHN Lu Bin               | nenhum                                  | RUS Yuri Timofeyev                     |
| Argolas detalhes             | KOR Yang Tae-Young CHN Dong Zhen               | nenhum                                  | UKR Roman Zozcilya                     |
| Salto sobre a mesa detalhes  | LAT Jevgenijs Sopronenko KAZ Yernar Yerimbetov | nenhum                                  | KOR Yang Tae-Young                     |
| Barras paralelas detalhes    | KOR Yang Tae-Young KAZ Yernar Yerimbetov       | nenhum                                  | JPN Yuki Yoshimura                     |
| Barra fixa detalhes          | UKR Andriy Mykhaylychenko                      | FIN Jani Tanskanen                      | UKR Valeri Goncharov KOR Yang Tae-Seok |
| Feminino                     |                                                |                                         |                                        |
| Equipes detalhes             | CHN                                            | UKR                                     | RUS                                    |
| Individual geral detalhes    | UKR Iryna Yarotska                             | CHN Chen Miaojie                        | UKR Natalia Sirobaba                   |
| Salto sobre a mesa detalhes  | PRK Kim Yong-Sil                               | UKR Marina Proskurina                   | POL Joanna Skowronska                  |
| Barras assimétricas detalhes | CHN Wan Chen                                   | CHN Chen Miaojie                        | UKR Iryna Yarotska                     |
| Trave detalhes               | UKR Iryna Yarotska                             | PRK Kim Yong-Sil                        | CHN Chen Miaojie                       |
| Solo detalhes                | UKR Iryna Yarotska                             | RUS Ekaterina Privalova                 | UKR Natalia Sirobaba                   |

### Ginástica rítmica
| Evento                                | Ouro               | Prata              | Bronze              |
| ------------------------------------- | ------------------ | ------------------ | ------------------- |
| Equipes detalhes                      | RUS                | JPN                | KOR                 |
| Equipes - 5 fitas detalhes            | RUS                | JPN                | KOR                 |
| Equipes - 2 bolas e 3 cordas detalhes | RUS                | PRK                | JPN                 |
| Individual geral detalhes             | RUS Irina Chachina | UKR Anna Bessonova | RUS Zarina Gizikova |
| Bola detalhes                         | RUS Irina Chachina | UKR Anna Bessonova | RUS Zarina Gizikova |
| Maças detalhes                        | RUS Irina Chachina | UKR Anna Bessonova | RUS Zarina Gizikova |
| Arco detalhes                         | RUS Irina Chachina | UKR Anna Bessonova | RUS Zarina Gizikova |
| Fita detalhes                         | UKR Anna Bessonova | RUS Irina Chachina | RUS Zarina Gizikova |

## Quadro de medalhas
| Ordem | País                | Medalha de ouro | Medalha de prata | Medalha de bronze |    |
| ----- | ------------------- | --------------- | ---------------- | ----------------- | -- |
| 1     | RUS Rússia          | 7               | 2                | 7                 | 16 |
| 2     | UKR Ucrânia         | 5               | 7                | 5                 | 17 |
| 3     | KOR Coreia do Sul   | 5               | 1                | 4                 | 10 |
| 4     | CHN China           | 4               | 2                | 1                 | 7  |
| 5     | KAZ Cazaquistão     | 2               | 2                |                   | 4  |
| 6     | PRK Coreia do Norte | 1               | 2                |                   | 3  |
| 7     | LAT Letônia         | 1               |                  |                   | 1  |
| 7     | BLR Bielorrússia    | 1               |                  |                   | 1  |
| 9     | JPN Japão           |                 | 2                | 3                 | 5  |
| 10    | FIN Finlândia       |                 | 1                |                   | 1  |
| 11    | POL Polônia         |                 |                  | 1                 | 1  |
| TOTAL | TOTAL               | 16              | 15               | 11                | 42 |